# 51. Kongress der Vereinigten Staaten
Der 51. Kongress der Vereinigten Staaten, bestehend aus dem Repräsentantenhaus und dem Senat, war die Legislative der Vereinigten Staaten. Seine Legislaturperiode dauerte vom 4. März 1889 bis zum 4. März 1891. Alle Abgeordneten des Repräsentantenhauses sowie ein Drittel der Senatoren (Klasse II) aus den alten 38 Bundesstaaten waren im Jahr 1888 bei den Kongresswahlen gewählt worden. Dabei ergab sich in beiden Kammern eine Mehrheit für die Republikanische Partei, die mit Benjamin Harrison auch den Präsidenten stellte. Der Demokratischen Partei blieb nur die Rolle in der Opposition. Insgesamt wurden in den Jahren 1889 und 1890 sechs neue Staaten in die Union aufgenommen, die nun nach Wahlen im Verlauf der Legislaturperiode erstmals im Kongress vertreten waren. Dabei handelt es sich um die Staaten North Dakota, South Dakota, Montana, Washington, Idaho und Wyoming. Die USA bestanden nunmehr aus 44 Bundesstaaten. Bis 1959 sollten noch sechs weitere folgen. Der Kongress tagte in der amerikanischen Bundeshauptstadt Washington, D.C. Die Sitzverteilung im Repräsentantenhaus basierte auf der Volkszählung von 1880.

## Wichtige Ereignisse
Siehe auch 1889 1890 und 1891
- 4. März 1889: Beginn der Legislaturperiode des 51. Kongresses. Gleichzeitig wird der ebenfalls im November 1888 gewählte Benjamin Harrison in sein neues Amt als US-Präsident eingeführt. Er löst den Demokraten Grover Cleveland ab.
- 31. Mai 1889: Nach einem Dammbruch in Pennsylvania sterben über 2,200 Menschen (Johnstown Flood).
- 3. Juni 1889: Die erste Strom Langstreckenüberlandleitung geht in Portland in Oregon in Betrieb. Die Leitung ist etwa 14 Meilen (22,4 km) lang.
- 2. Oktober 1889: Die erste Panamerikanische Konferenz findet in Washington DC statt.
- 2. November 1889: North Dakota und South Dakota werden als 39. bzw. 40. Staat in die Vereinigten Staaten aufgenommen.
- 8. November 1889: Montana wird 41. US-Bundesstaat.
- 11. November: Washington wird 42. US-Bundesstaat.
- 27. März 1890: Bei einem Tornado in Louisville sterben 76 Menschen. Über 200 Personen werden verletzt.
- 2. Mai 1890: Gründung des Oklahoma-Territoriums.
- 3. Juli 1890: Idaho wird 43. US-Bundesstaat.
- 10. Juli 1890: Wyoming wird 44. US-Bundesstaat.
- 25. September 1890: Gründung des  Sequoia-Nationalparks
- 1. Oktober 1890: Gründung des Yosemite-Nationalparks.
- November 1890: Bei den Kongresswahlen ergeben sich in den Kammern unterschiedliche Mehrheiten. Im Senat erreicht die Republikanische Partei die Mehrheit und im Repräsentantenhaus gelingt das gleiche den Demokraten.
- 29. Dezember 1890: In South Dakota kommt es zum Wounded Knee Massacre.

## Die wichtigsten Gesetze
In den Sitzungsperioden des 51. Kongresses wurden unter anderem folgende Bundesgesetze verabschiedet (siehe auch: Gesetzgebungsverfahren):
- 27. Juni 1890: Dependent Pension Act
- 2. Juli 1890: Sherman Antitrust Act
- 14. Juli 1890: Sherman Silver Purchase Act
- 30. August 1890: Morrill Land-Grant Colleges Act siehe auch Morrill-Gesetze
- 1. Oktober 1890: McKinley Tariff
- 3. März 1891: Forest Reserve Act of 1891
- 3. März 1891: Land Revision Act of 1891
- 3. März 1891: Immigration Act of 1891
- 3. März 1891: Merchant Marine Act of 1891
- 3. März 1891: International Copyright Act of 1891

Insgesamt verabschiedete der 51. Kongress 531 Gesetze öffentlichen Rechts, womit er in dieser Beziehung der bis dahin aktivste Kongress war. Erst der 59. und 60. Kongress entfalteten während der zweiten Amtszeit von Theodore Roosevelt mehr gesetzgeberische Initiative.

## Zusammensetzung nach Parteien

### Senat
- Demokratische Partei: 37
- Republikanische Partei: 51
- Sonstige: 0
- Vakant: 0

Gesamt: 88 Stand am Ende der Legislaturperiode

### Repräsentantenhaus
- Demokratische Partei: 152
- Republikanische Partei: 179
- Sonstige: 1
- Vakant: 0

Gesamt: 332 Stand am Ende der Legislaturperiode
Außerdem gab es noch neun nicht stimmberechtigte Kongressdelegierte.

## Amtsträger

### Senat
- Präsident des Senats: Levi P. Morton (R)
- Präsident pro tempore: John James Ingalls (R)

### Repräsentantenhaus
- Sprecher des Repräsentantenhauses: Thomas Brackett Reed (R)

## Senatsmitglieder
Im 51. Kongress vertraten folgende Senatoren ihre jeweiligen Bundesstaaten:
| Alabama - 2. John Tyler Morgan (D) - 3. James L. Pugh (D) Arkansas - 2. James Henderson Berry (D) - 3. James Kimbrough Jones (D) Kalifornien - 1. George Hearst (D) bis zum 28. Februar 1891, danach war der Sitz vakant - 3. Leland Stanford (R) Colorado - 2. Edward O. Wolcott (R) - 3. Henry Moore Teller (R) Connecticut - 1. Joseph Roswell Hawley (R) - 3. Orville H. Platt (R) Delaware - 1. George Gray (D) - 2. Anthony C. Higgins (R) Florida - 1. Samuel Pasco (D) - 3. Wilkinson Call (D) Georgia - 2. Alfred H. Colquitt (D) - 3. Joseph E. Brown (D) Idaho - 2. George Laird Shoup (R) ab dem 18. Dezember 1890 - 3. William J. McConnell (R) ab dem 18. Dezember 1890 Illinois - 2. Shelby Moore Cullom (R) - 3. Charles B. Farwell (R) Indiana - 1. David Turpie (D) - 3. Daniel W. Voorhees (D) Iowa - 2. James F. Wilson (R) - 3. William B. Allison (R) Kansas - 2. Preston B. Plumb (R) - 3. John James Ingalls (R) Kentucky - 2. James B. Beck (D) bis zum 3. Mai 1890 - John Griffin Carlisle (D) ab dem 26. Mai 1890 - 3. Joseph Blackburn (D) Louisiana - 2. Randall L. Gibson (D) - 3. James B. Eustis (D) Maine - 1. Eugene Hale (R) - 2. William P. Frye (R) Maryland - 1. Arthur Pue Gorman (D) - 3. Ephraim King Wilson (D) bis zum 24. Februar 1891 danach war der Sitz vakant Massachusetts - 1. Henry L. Dawes (R) - 2. George Frisbie Hoar (R) Michigan - 1. Francis B. Stockbridge (R) - 2. James McMillan (R) Minnesota - 1. Cushman Kellogg Davis (R) - 2. William D. Washburn (R) Mississippi - 1. James Z. George (D) - 2. Edward C. Walthall (D) Missouri - 1. Francis Cockrell (D) - 3. George Graham Vest (D) | Montana - 1. Wilbur F. Sanders (R) ab dem 1. Januar 1890 - 2. Thomas Charles Power (R) ab dem 1. Januar 1890 Nebraska - 1. Algernon Sidney Paddock (R) - 2. Charles F. Manderson (R) Nevada - 1. William M. Stewart (R) - 3. John P. Jones (R) New Hampshire - 2. Gilman Marston (R) bis zum 18. Juni 1889 - William E. Chandler (R) ab dem 18. Juni 1889 - 3. Henry W. Blair (R) New Jersey - 1. Rufus Blodgett (D) - 2. John R. McPherson (D) New York - 1. Frank Hiscock (R) - 3. William M. Evarts (R) North Carolina - 2. Matt Whitaker Ransom (D) - 3. Zebulon Baird Vance (D) North Dakota - 1. Lyman R. Casey (R) ab dem 25. November 1889 - 3. Gilbert A. Pierce (R) ab dem 21. November 1889 Ohio - 1. John Sherman (R) - 3. Henry B. Payne (D) Oregon - 2. Joseph N. Dolph (R) - 3. John H. Mitchell (R) Pennsylvania - 1. Matthew Quay (R) - 3. James Donald Cameron (R) Rhode Island - 1. Nelson W. Aldrich (R) - 2. Jonathan Chace (R) bis zum 9. April 1889 - Nathan Dixon III (R) ab dem 10. April 1889 South Carolina - 2. Matthew Butler (D) - 3. Wade Hampton III. (D) South Dakota - 2. Richard F. Pettigrew (R) ab dem 2. November 1889 - 3. Gideon C. Moody (R) ab dem 2. November 1889 Tennessee - 1. William B. Bate (D) - 2. Isham G. Harris (D) Texas - 1. John Henninger Reagan (D) - 2. Richard Coke (D) Vermont - 1. George F. Edmunds (R) - 3. Justin Smith Morrill (R) Virginia - 1. John W. Daniel (D) - 2. John S. Barbour (D) Washington - 1. John Beard Allen (R) ab dem 20. November 1889 - 3. Watson C. Squire (R) ab dem 20. November 1889 West Virginia - 1. Charles James Faulkner (D) - 2. John E. Kenna (D) Wisconsin - 1. Philetus Sawyer (R) - 3. John Coit Spooner (R) Wyoming - 1. Francis E. Warren (R) ab dem 18. November 1890 - 2. Joseph Maull Carey (R) ab dem 15. November 1890 |

## Mitglieder des Repräsentantenhauses
Folgende Kongressabgeordnete vertraten im 51. Kongress die Interessen ihrer jeweiligen Bundesstaaten:
| Alabama 8 Wahlbezirke - 1. Richard Henry Clarke (D) - 2. Hilary A. Herbert (D) - 3. William C. Oates (D) - 4. Louis Washington Turpin (D) bis zum 4. Juni 1890 - John Van McDuffie (R) ab dem 4. Juni 1890 - 5. James E. Cobb (D) - 6. John H. Bankhead (D) - 7. William Henry Forney (D) - 8. Joseph Wheeler (D) Arkansas 5 Wahlbezirke. - 1. William H. Cate (D) bis zum 5. März 1890 - Lewis P. Featherstone (Labor Party) ab dem 5. März 1890 - 2. Clifton R. Breckinridge (D) bis zum 5. September 1890 und erneut ab dem 4. Nov. 1890 - 3. Thomas Chipman McRae (D) - 4. John H. Rogers (D) - 5. Samuel W. Peel (D) Kalifornien 6 Wahlbezirke. - 1. John J. De Haven (R) bis zum 1. Oktober 1890 - Thomas J. Geary (D) ab dem 9. Dezember 1890 - 2. Marion Biggs (D) - 3. Joseph McKenna (R) - 4. William W. Morrow (R) - 5. Thomas J. Clunie (D) - 6. William Vandever (R) Colorado Staatsweite Wahl - Hosea Townsend (R) Connecticut 4 Wahlbezirke - 1. William E. Simonds (R) - 2. Washington F. Willcox (D) - 3. Charles A. Russell (R) - 4. Frederick Miles (R) Delaware Staatsweite Wahl - John B. Penington (D) Florida Zwei Wahlbezirke - 1. Robert H. M. Davidson (D) - 2. Robert Bullock (D) Georgia 10 Wahlbezirke - 1. Rufus E. Lester (D) - 2. Henry Gray Turner (D) - 3. Charles Frederick Crisp (D) - 4. Thomas Wingfield Grimes (D) - 5. John D. Stewart (D) - 6. James Henderson Blount (D) - 7. Judson C. Clements (D) - 8. Henry Hull Carlton (D) - 9. Allen D. Candler (D) - 10. George Thomas Barnes (D) Idaho Staatsweite Wahl - Willis Sweet (R) ab dem 1. Oktober 1890 Illinois 20 Wahlbezirke - 1. Abner Taylor (R) - 2. Frank Lawler (D) - 3. William E. Mason (R) - 4. George E. Adams (R) - 5. Albert J. Hopkins (R) - 6. Robert R. Hitt (R) - 7. Thomas J. Henderson (R) - 8. Charles A. Hill (R) - 9. Lewis E. Payson (R) - 10. Philip S. Post (R) - 11. William H. Gest (R) - 12. Scott Wike (D) - 13. William McKendree Springer (D) - 14. Jonathan H. Rowell (R) - 15. Joseph Gurney Cannon (R) - 16. George W. Fithian (D) - 17. Edward Lane (D) - 18. William St. John Forman (D) - 19. Richard W. Townshend (D) bis zum 9. März 1889 - James R. Williams (D) ab dem 2. Dezember 1889 - 20. George W. Smith (R) Indiana 13 Wahlbezirke - 1. William F. Parrett (D) - 2. John H. O’Neall (D) - 3. Jason B. Brown (D) - 4. William S. Holman (D) - 5. George W. Cooper (D) - 6. Thomas M. Browne (R) - 7. William D. Bynum (D) - 8. Elijah V. Brookshire (D) - 9. Joseph B. Cheadle (R) - 10. William D. Owen (R) - 11. Augustus N. Martin (D) - 12. Charles A. O. McClellan (D) - 13. Benjamin F. Shively (D) Iowa 11 Wahlbezirke - 1. John H. Gear (R) - 2. Walter I. Hayes (D) - 3. David B. Henderson (R) - 4. Joseph Henry Sweney (R) - 5. Daniel Kerr (R) - 6. John F. Lacey (R) - 7. Edwin H. Conger (R) bis zum 3. Oktober 1890 - Edward R. Hays (R) ab dem 4. November 1890 - 8. James Patton Flick (R) - 9. Joseph Rea Reed (R) - 10. Jonathan P. Dolliver (R) - 11. Isaac S. Struble (R) Kansas 7 Wahlbezirke - 1. Edmund Morrill (R) - 2. Edward H. Funston (R) - 3. Bishop W. Perkins (R) - 4. Thomas Ryan (R) bis zum 4. April 1889 - Harrison Kelley (R) ab dem 2. Dezember 1889 - 5. John Alexander Anderson (R) - 6. Erastus J. Turner (R) - 7. Samuel R. Peters (R) Kentucky 11 Wahlbezirke - 1. William Johnson Stone (D) - 2. William Thomas Ellis (D) - 3. Isaac Goodnight (D) - 4. Alexander B. Montgomery (D) - 5. Asher G. Caruth (D) - 6. John Griffin Carlisle (D) bis zum 26. Mai 1890 - William Worth Dickerson (D) ab dem 21. Juni 1890 - 7. William Breckinridge (D) - 8. James B. McCreary (D) - 9. Thomas H. Paynter (D) - 10. John Henry Wilson (R) - 11. Hugh F. Finley (R) Louisiana 6 Wahlbezirke - 1. Theodore Stark Wilkinson (D) - 2. Hamilton D. Coleman (R) - 3. Edward James Gay (D) bis zum 30. Mai 1889 - Andrew Price (D) ab dem 2. Dezember 1889 - 4. Newton C. Blanchard (D) - 5. Charles J. Boatner (D) - 6. Samuel Matthews Robertson (D) Maine 4 Wahlbezirke - 1. Thomas Brackett Reed (R) - 2. Nelson Dingley (R) - 3. Seth L. Milliken (R) - 4. Charles A. Boutelle (R) Maryland 6 Wahlbezirke. - 1. Charles Hopper Gibson (D) - 2. Herman Stump (D) - 3. Harry Welles Rusk (D) - 4. Henry Stockbridge (R) - 5. Barnes Compton (D) bis zum 20. März 1890 - Sydney Mudd (R) ab dem 20. März 1890 - 6. Louis E. McComas (R) Massachusetts 12 Wahlbezirke - 1. Charles S. Randall (R) - 2. Elijah A. Morse (R) - 3. John F. Andrew (D) - 4. Joseph H. O’Neil (D) - 5. Nathaniel Prentiss Banks (R) - 6. Henry Cabot Lodge Sr. (R) - 7. William Cogswell (R) - 8. Frederic T. Greenhalge (R) - 9. John W. Candler (R) - 10. Joseph H. Walker (R) - 11. Rodney Wallace (R) - 12. Francis W. Rockwell (R) Michigan 11 Wahlbezirke - 1. John Logan Chipman (D) - 2. Edward P. Allen (R) - 3. James O’Donnell (R) - 4. Julius C. Burrows (R) - 5. Charles E. Belknap (R) - 6. Mark S. Brewer (R) - 7. Justin Rice Whiting (D) - 8. Aaron T. Bliss (R) - 9. Byron M. Cutcheon (R) - 10. Frank W. Wheeler (R) - 11. Samuel M. Stephenson (R) Minnesota 5. Wahlbezirke - 1. Mark H. Dunnell (R) - 2. John Lind (R) - 3. Darwin Hall (R) - 4. Samuel Snider (R) - 5. Solomon Comstock (R) Mississippi 7 Wahlbezirke - 1. John Mills Allen (D) - 2. James B. Morgan (D) - 3. Thomas C. Catchings (D) - 4. Clarke Lewis (D) - 5. Chapman L. Anderson (D) - 6. T. R. Stockdale (D) - 7. Charles E. Hooker (D) Missouri 14 Wahlbezirke - 1. William H. Hatch (D) - 2. Charles H. Mansur (D) - 3. Alexander Monroe Dockery (D) - 4. Robert Wilson (D) ab dem 2. Dezember 1889 - 5. John Charles Tarsney (D) - 6. John T. Heard (D) - 7. Richard Henry Norton (D) - 8. Frederick G. Niedringhaus (R) - 9. Nathan Frank (R) - 10. William Medcalf Kinsey (R) - 11. Richard P. Bland (D) - 12. William J. Stone (D) - 13. William H. Wade (R) - 14. James P. Walker (D) bis zum 19. Juli 1890 - Robert Henry Whitelaw (D) ab dem 4. November 1890 Montana Staatsweite Wahl - Thomas Henry Carter (R) ab dem 8. November 1889 Nebraska 3 Wahlbezirke - 1. William James Connell (R) - 2. James Laird (R) bis zum 17. August 1889 - Gilbert L. Laws (R) ab dem 2. Dezember 1889 - 3. George Dorsey (R) | Nevada Staatsweite Wahl - Horace F. Bartine (R) New Hampshire 2 Wahlbezirke - 1. Alonzo Nute (R) - 2. Orren C. Moore (R) New Jersey 7 Wahlbezirke - 1. Christopher A. Bergen (R) - 2. James Buchanan (R) - 3. Jacob Augustus Geissenhainer (D) - 4. Samuel Fowler (D) - 5. Charles D. Beckwith (R) - 6. Herman Lehlbach (R) - 7. William McAdoo (D) New York 34 Wahlbezirke - 1. James W. Covert (D) - 2. Felix Campbell (D) - 3. William C. Wallace (R) - 4. John Michael Clancy (D) - 5. Thomas F. Magner (D) - 6. Frank T. Fitzgerald (D) bis zum 4. November 1889 - Charles H. Turner (D) ab dem 9. Dezember 1889 - 7. Edward J. Dunphy (D) - 8. John H. McCarthy (D) bis zum 14. Januar 1891, danach blieb der Sitz vakant - 9. Samuel S. Cox (D) bis zum 10. September 1889 - Amos J. Cummings (D) ab dem 5. November 1889 - 10. Francis B. Spinola (D) - 11. John Quinn (D) - 12. Roswell P. Flower (D) - 13. Ashbel P. Fitch (D) - 14. William G. Stahlnecker (D) - 15. Moses D. Stivers (R) - 16. John H. Ketcham (R) - 17. Charles J. Knapp (R) - 18. John A. Quackenbush (R) - 19. Charles Tracey (D) - 20. John Sanford (R) - 21. John H. Moffitt (R) - 22. Frederick Lansing (R) - 23. James S. Sherman (R) - 24. David Wilber (R) bis zum 1. April 1890 - John S. Pindar (D) ab dem 4. November 1890 - 25. James J. Belden (R) - 26. Milton De Lano (R) - 27. Newton W. Nutting (R) bis zum 15. Oktober 1889 - Sereno E. Payne (R) ab dem 2. Dezember 1889 - 28. Thomas S. Flood (R) - 29. John Raines (R) - 30. Charles S. Baker (R) - 31. John G. Sawyer (R) - 32. John M. Farquhar (R) - 33. John M. Wiley (D) - 34. William G. Laidlaw (R) North Carolina 9 Wahlbezirke - 1. Thomas Gregory Skinner (D) - 2. Henry P. Cheatham (R) - 3. Charles W. McClammy (D) - 4. Benjamin H. Bunn (D) - 5. John M. Brower (R) - 6. Alfred Rowland (D) - 7. John S. Henderson (D) - 8. William H. H. Cowles (D) - 9. Hamilton G. Ewart (R) North Dakota Staatsweite Wahl - Henry C. Hansbrough (R) ab dem 2. November 1889 Ohio 21 Wahlbezirke - 1. Benjamin Butterworth (R) - 2. John A. Caldwell (R) - 3. Elihu S. Williams (R) - 4. Samuel S. Yoder (D) - 5. George E. Seney (D) - 6. Melvin M. Boothman (R) - 7. Henry Lee Morey (R) - 8. Robert P. Kennedy (R) - 9. William C. Cooper (R) - 10. William E. Haynes (D) - 11. Albert C. Thompson (R) - 12. Jacob J. Pugsley (R) - 13. Joseph H. Outhwaite (D) - 14. Charles Preston Wickham (R) - 15. Charles H. Grosvenor (R) - 16. James W. Owens (D) - 17. Joseph D. Taylor (R) - 18. William McKinley (R) - 19. Ezra B. Taylor (R) - 20. Martin L. Smyser (R) - 21. Theodore E. Burton (R) Oregon Staatsweite Wahl - Binger Hermann (R) Pennsylvania 28 Wahlbezirke - 1. Henry H. Bingham (R) - 2. Charles O’Neill (R) - 3. Samuel J. Randall (D) bis zum 13. April 1890 - Richard Vaux (D) ab dem 20. Mai 1890 - 4. William D. Kelley (R) bis zum 9. Januar 1890 - John E. Reyburn (R) ab dem 18. Februar 1890 - 5. Alfred C. Harmer (R) - 6. Smedley Darlington (R) - 7. Robert Morris Yardley (R) - 8. William Mutchler (D) - 9. David B. Brunner (D) - 10. Marriott Henry Brosius (R) - 11. Joseph A. Scranton (R) - 12. Edwin Sylvanus Osborne (R) - 13. James Bernard Reilly (D) - 14. John Winebrenner Rife (R) - 15. Myron Benjamin Wright (R) - 16. Henry Clay McCormick (R) - 17. Charles R. Buckalew (D) - 18. Louis E. Atkinson (R) - 19. Levi Maish (D) - 20. Edward Scull (R) - 21. Samuel Alfred Craig (R) - 22. John Dalzell (R) - 23. Thomas McKee Bayne (R) - 24. Joseph Warren Ray (R) - 25. Charles Champlain Townsend (R) - 26. William Constantine Culbertson (R) - 27. Lewis Findlay Watson (R) bis zum 25. August 1890 - Charles Warren Stone (R) ab dem 4. November 1890 - 28. James Kerr (D) Rhode Island 2 Wahlbezirke - 1. Henry J. Spooner (R) - 2. Warren O. Arnold (R) South Carolina 7 Wahlbezirke. - 1. Samuel Dibble (D) - 2. George D. Tillman (D) - 3. James S. Cothran (D) - 4. William H. Perry (D) - 5. John J. Hemphill (D) - 6. George W. Dargan (D) - 7. William Elliott (D) bis zum 23. September 1890 - Thomas E. Miller (R) ab dem 24. September 1890 South Dakota Staatsweite Wahlen für beide Abgeordneten - John Pickler (R) ab dem 2. November 1889 * Oscar S. Gifford (R) ab dem 2. November 1889 Tennessee 10 Wahlbezirke - 1. Alfred A. Taylor (R) - 2. Leonidas C. Houk (R) - 3. H. Clay Evans (R) - 4. Benton McMillin (D) - 5. James D. Richardson (D) - 6. Joseph E. Washington (D) - 7. Washington C. Whitthorne (D) - 8. Benjamin A. Enloe (D) - 9. Rice Alexander Pierce (D) - 10. James Phelan (D) bis zum 30. Januar 1891. Danach war der Sitz vakant Texas 11 Wahlbezirke. - 1. Charles Stewart (D) - 2. William Harrison Martin (D) - 3. Constantine B. Kilgore (D) - 4. David B. Culberson (D) - 5. Silas Hare (D) - 6. Joseph Abbott (D) - 7. William H. Crain (D) - 8. Littleton W. Moore (D) - 9. Roger Q. Mills (D) - 10. Joseph D. Sayers (D) - 11. Samuel W. T. Lanham (D) Vermont 2 Wahlbezirke - 1. John Wolcott Stewart (R) - 2. William W. Grout (R) Virginia 10 Wahlbezirke - 1. Thomas H. B. Browne (R) - 2. George E. Bowden (R) - 3. George D. Wise (D) bis zum 10. April 1890 - Edmund Waddill (R) ab dem 12. April 1890 - 4. Edward Carrington Venable (D) bis zum 23. September 1890 - John Mercer Langston (R) ab dem 23. September 1890 - 5. Posey G. Lester (D) - 6. Paul C. Edmunds (D) - 7. Charles Triplett O’Ferrall (D) - 8. William Lee (D) - 9. John A. Buchanan (D) - 10. Henry St. George Tucker III (D) Washington Staatsweite Wahl - John Lockwood Wilson (R) ab dem 20. November 1889 West Virginia 4 Wahlbezirke - 1. John O. Pendleton (D) bis zum 26. Februar 1890 - George W. Atkinson (R) ab dem 26. Februar 1890 - 2. William L. Wilson (D) - 3. John D. Alderson (D) - 4. James M. Jackson (D) bis zum 3. Februar 1890 - Charles Brooks Smith (R) ab dem 3. Februar 1890 Wisconsin 9 Wahlbezirke - 1. Lucien B. Caswell (R) - 2. Charles Barwig (D) - 3. Robert M. La Follette (R) - 4. Isaac W. Van Schaick (R) - 5. George H. Brickner (D) - 6. Charles B. Clark (R) - 7. Ormsby B. Thomas (R) - 8. Nils P. Haugen (R) - 9. Myron McCord (R) Wyoming Staatsweite Wahle - Clarence Don Clark (R) ab dem 1. Dezember 1890 |

Nicht stimmberechtigte Mitglieder im Repräsentantenhaus:
- Arizona-Territorium: Marcus A. Smith (D)
- Dakota-Territorium: George Arthur Mathews (R) bis zum 2. November 1889
- Idaho-Territorium: Fred Dubois (R) bis zum 3. Juli 1890
- Montana-Territorium: Thomas Henry Carter (R) bis zum 7. November 1889
- New-Mexico-Territorium: Antonio Joseph (D)
- Oklahoma-Territorium: David Archibald Harvey (R) ab dem 4. November 1890
- Utah-Territorium: John Thomas Caine (D)
- Washington-Territorium: John Beard Allen (R) bis zum 11. November 1889
- Wyoming-Territorium: Joseph Maull Carey (R) bis zum 10. Juli 1890